# حارة بني قاسم (صنعاء همدان)
حارة بني قاسم هي إحدى حارات حي شملان بضواحي صنعاء مديرية همدان، بلغ تعداد سكانها 54 نسمة حسب تعداد اليمن لعام 2004.